# Gymnoscelis bassa
Gymnoscelis bassa är en fjärilsart som beskrevs av Claude Herbulot 1981. Gymnoscelis bassa ingår i släktet Gymnoscelis och familjen mätare. Inga underarter finns listade i Catalogue of Life.